# 321-й окремий інженерний батальйон (Україна)
321-й окремий інженерний батальйон (321 ОІБ, в/ч А3479) — військове формування інженерних військ Сухопутних військ Збройних сил України чисельністю у батальйон. Перебуває у складі 48 окремої інженерної бригади. Дислокується у м. Кам'янець-Подільський Хмельницької області.

## Історія
Батальйон виконує завдання у зоні бойових дій на території Донецької та Луганської областей. Зокрема, підрозділи 321-го окремого інженерного батальйону крім фортифікаційного обладнання позицій відновлювали їх, розчищали завали в зоні АТО.

## Командування
- Меркулов Олександр Вікторович (2018)[3]

## Втрати
- Кухар Андрій Анатолійович (1987—2016) — капітан Збройних сил України[4]
- Супрун Сергій Вікторович (1977—2016) — солдат, мобілізований
- Калашніков Максим (1997—2023) — молодший сержант
- 2023; лейтенант Боршуляк Олександр Володимирович